# Francis Thomé
Francis Thomé (Port Louis, Illes Maurici, 18 d'octubre de 1850 - París, França, 16 de novembre de 1909) fou un pianista i compositor francès.
Excel·lent pianista i compositor, durant la segona meitat del segle xix un lloc distingit en el món musical del seu país.

## Biografia
Va estudiar al Conservatori de París amb Jules Duprato i Ambroise Thomas. Després de deixar el Conservatori, es va fer conegut com a compositor de peces de saló i va ser demandat com a pianista i professor. La seva música va tenir especial èxit a les províncies franceses, i dues de les seves òperes es van representar per primera vegada fora de París. Es va fer popular cap al final del segle 19 com a compositor de poemes acompanyats, però també és conegut per les seves obres escèniques, que abastaven diversos gèneres, incloent ballet, pantomima, música incidental (per a una àmplia gamma d'obres de teatre), bluettes i operetes, com Le Baron Frick (1885), aquesta última col·laboració amb Ernest Guiraud, Georges Pfeiffer, i Victorin de Joncières.
En la seva producció artística cal destacar:
- un Hymne à la nuit, per a cor i orquestra;
- un misteri L'enfant Jésus;
- Le caprice de la Reine, òpera (Canes, 1892);
- Martin et Frontin, òpera (Aguas Buenas, 1877);
- Barbe-Bleutte, opereta (París, 1889).

A més va compondre, un gran nombre de ballets i pantomimes, figurant entre els que major èxit assoliren I Djemmah (1886) i La bulle d'amour (1898).
Les seves peces per a piano brillants i agradablement melòdiques, gaudiren en la seva època gran favor en els salons.